# 肯頓站
肯頓站（英語：Kenton station）是一個設有倫敦地鐵（貝克盧線）和倫敦地上鐵（沃特福德直流電鐵線）列車服務的鐵路車站，位於肯頓路南側，距離倫敦地鐵大都會線的諾斯克公園站只有很短的步行距離。

## 歷史
此站是其中一個由倫敦及西北鐵路興建的「新線」，由卡姆登到沃特福德交匯，容許短距離列車由沃特福德交匯站開往尤斯頓車站和寬街站。新線基本上與1837年倫敦及伯明翰鐵路主線平行。

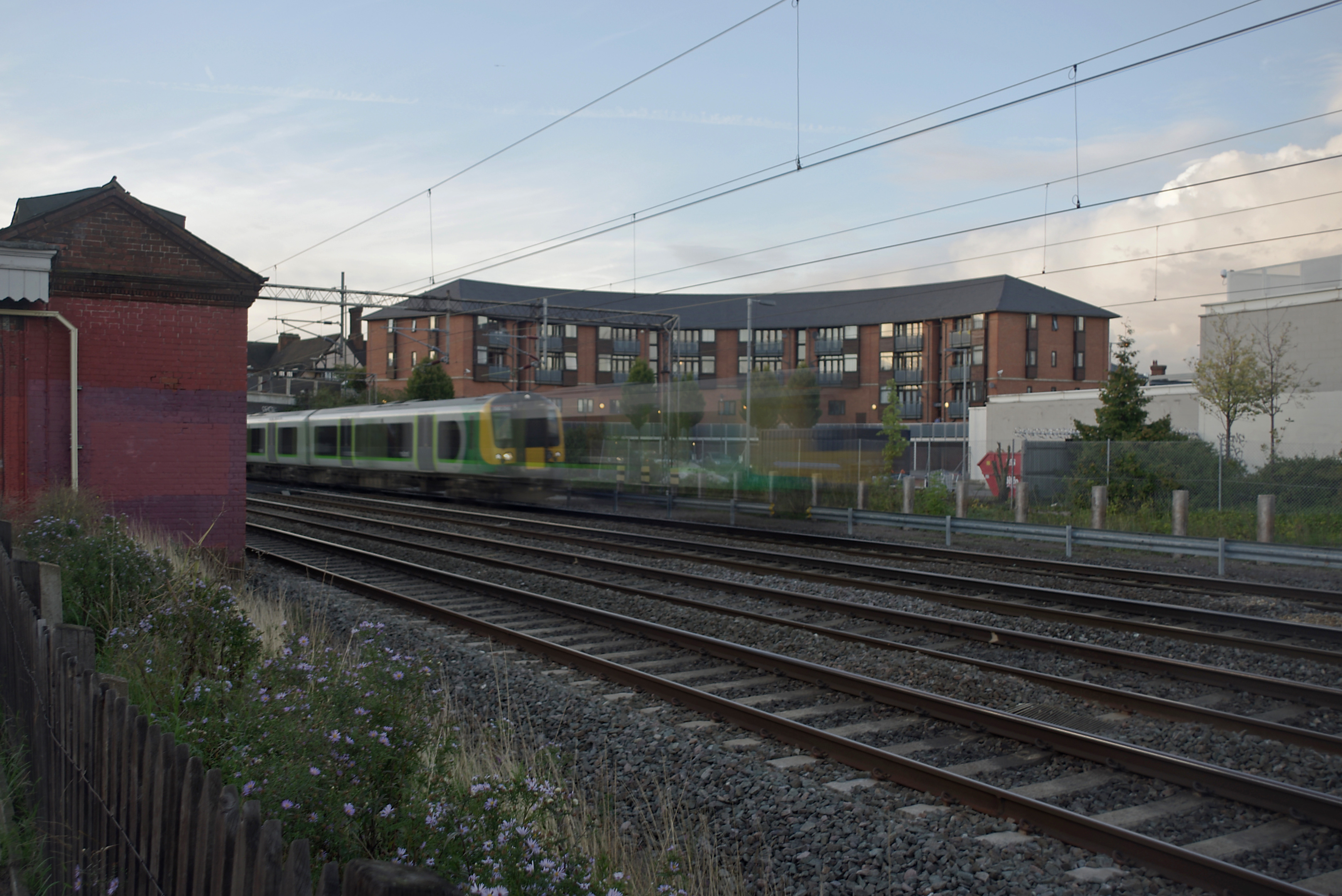
一列倫敦米德蘭英國鐵路350型電力動車組在西岸主線上高速通行肯頓站

肯頓站於1912年6月15日開放。此站只有新線設有月台，平行的主線鐵路只停靠北面一個站的哈羅及威爾德斯通站，部分也停靠南面三個站的溫布利中央站。
貝克盧線服務於1917年4月16日開展。1982年9月24日，貝克盧線不再停靠石橋公園以北的車站，但1984年6月4日又延長貝克盧線回哈羅及威爾德斯通。
車站位於鐵路東側的舊煤炭貨場現時已經不再使用，並由一間森寶利的超級市場取代。

## 服務
- 各方向每小時3班倫敦地上鐵（沃特福德直流電鐵線）列車。
- 各方向每小時6班倫敦地鐵（貝克盧線）列車。

## 接駁交通
倫敦巴士114、183、223、H9、H10、H18、H19路服務此站。

## 無障礙通行
根據倫敦交通局2011年4月的地圖，此站不可無障礙通行。最近可以無障礙通行的車站包括哈羅及威爾德斯通、金斯伯里和溫布利公園，一些行程可通過使用倫敦巴士183路前往格德斯綠地站或平納站，並從該處繼續。

## 外部連結
- 列车时刻表及车站信息：肯頓站，来自英国铁路官方网站